# Économie du Luxembourg
L'économie du Luxembourg dépend en grande partie du secteur bancaire et de celui de l'acier. En 2005, 46 % du produit intérieur brut du pays proviennent des services financiers. On compte un peu moins de 150 banques sur le territoire du grand-duché. Le secret bancaire est protégé par le code pénal du pays. Les Luxembourgeois jouissent d'un haut niveau de vie. Ce haut niveau de vie se traduit par une offre de consommation plus haut de gamme que dans ses pays frontaliers.
Les formes juridiques d'entreprises acceptées au Luxembourg sont les suivantes :
- sociétés anonymes, sociétés à responsabilité limitée, sociétés en commandite par actions
- sociétés en nom collectif, sociétés en commandite simple, sociétés civiles, sociétés coopératives

L'enregistrement d'une nouvelle société se fait auprès de l'Administration de l'enregistrement et des domaines.
Le Luxembourg est un domicile important de sociétés holding. S'il a aboli son statut de « holding 1929 » au 1er janvier 2011, La Commission européenne ayant considéré ce régime comme une aide publique, le Luxembourg propose divers régimes de holding avantageux telles les sociétés de participation financière (soparfi), les sociétés d'investissement à capital risque (sicar) ou les Sociétés Immobilières Luxembourgeoises (SIL) qui sont totalement exonérées d’impôt au Luxembourg pour leurs opérations en France.

## Généralités
En 2015, le PIB par habitant du Luxembourg est le plus élevé au monde. Ce chiffre est toutefois biaisé par le fait que les travailleurs frontaliers des trois pays voisins qui contribuent à générer une grande partie de ce PIB ne sont pas pris en compte lors du calcul du PIB/tête d'habitant. Leur nombre est en effet assez important pour fausser substantiellement les statistiques : en 2009, ils étaient près de 150 000 (environ 50 % de Français, 26 % de Belges et 24 % d'Allemands). En 2014, ce sont 82 797 frontaliers résidant en France et travaillant au Grand-Duché qui sont recensés.
Le salaire minimum du Luxembourg est le plus élevé de l'Union européenne : plus de 2.350 euros par mois en 2022.

## Industries
Croissance de la production industrielle : 1,6 % (est., 1999)
Électricité, production : 382 GWh (1998)
Électricité, production par source :
- énergie fossile : 60,73 %
- hydroélectrique : 24,86 % (ce chiffre contient aussi la production du central de pompage de Vianden, pas de production électrique réelle car stockage intermédiaire)
- nucléaire : 0 %
- autres : 14,41 % (1998)

Électricité, consommation : 5,856 TWh (1998)
Électricité, exportation : 900 GWh (1998)
Électricité, importation : 6,4 TWh (1998)

### Acier
L'industrie sidérurgique du Luxembourg a été pendant longtemps la première source d'emploi et de richesse du pays, jusqu'à représenter 45 % du PIB national. Le dernier haut fourneau, à Esch-Belval, a cependant fermé en 1997. Les usines se sont rentrées sur des produits fabriqués dans des aciéries électriques. Les grosses poutrelles fabriquées à Differdange ainsi que les palplanches de Belval, sont des marchés de niche à la rentabilité satisfaisante. L'usine de galvanisation à chaud de Galvalange produits des tôles revêtues à usage, notamment, du bâtiment et travaux publics.
L'entreprise Paul Wurth S.A. (achetée en 2012 par SMS GmbH) maintient cependant une compétence reconnue mondialement dans le domaine de la construction et la modernisation des hauts fourneaux et des installations sidérurgiques « amont ».

## Services

### Banques
Le Luxembourg comptait 148 banques au 30 novembre 2009. Pour 440 000 habitants, il représentait en 1999 une capitalisation boursière de 554 milliards de dollars US, soit plus que Hong Kong, deux fois plus que Singapour, 400 fois plus que les Bahamas.
Au début des années 1960 les activités des banques luxembourgeoises étaient surtout orientées vers la finance d'entreprise (corporate finance). Au cours des vingt dernières années les activités de banque privée et de banque dépositaire pour fonds d'investissement ont pris les devants.
Il compte également de nombreuses institutions financières comme la chambre de compensation Clearstream, anciennement Cedel International. Près de deux mille milliards de dollars US sont capitalisés dans ses fonds d'investissement.

### Place financière

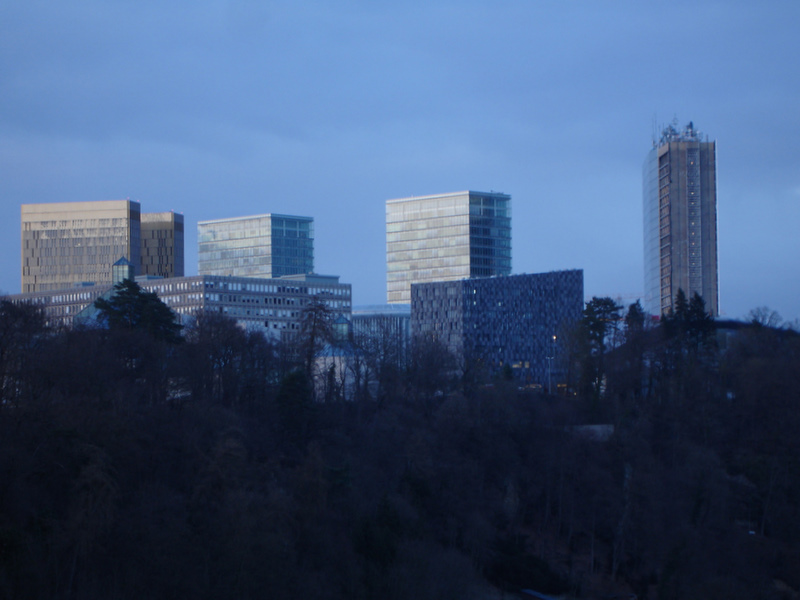
Le quartier du Kirchberg est le cœur économique du pays.

46 % du produit intérieur brut du pays dépend de son rôle de place financière. Outre la banque privée, depuis une quinzaine d'années, le Luxembourg est devenu la place la plus importante d'Europe sur le marché des fonds d'investissement.
La croissance exceptionnelle de la place financière luxembourgeoise fait que fin mai 2011 l'on comptait 144 banques présentes sur le territoire, totalisant plus de 26 000 salariés. Par ailleurs, le Luxembourg est le deuxième centre de fonds d'investissement du monde, après les États-Unis et le plus grand centre de banque privée dans la zone euro. Le Luxembourg connaît un secret bancaire qui est garanti par le code pénal, sans pourtant être absolu. Le Luxembourg a ainsi adopté l'ensemble des dispositions de l'OCDE pour combattre l'évasion fiscale. Cependant le Luxembourg est un domicile important de sociétés holding. S'il a aboli son statut de « holding 1929 » au 1er janvier 2011, la Commission européenne ayant considéré ce régime comme une aide publique, le Luxembourg propose divers régimes de holding avantageux, telles les sociétés de participation financière (soparfi), les sociétés d'investissement à capital risque (sicar) ou les Sociétés Immobilières Luxembourgeoises (SIL), qui sont totalement exonérées d’impôt au Luxembourg pour leurs opérations en France. L'administration a signé des accords fiscaux avec des centaines d'entreprises pour les inciter à l'évasion fiscale. Bien que ses autorités en refusent l'étiquette, la priorité donnée à la concurrence fiscale, l'opacité du système financier et le secret bancaire du Luxembourg le font classer comme paradis fiscal par les journalistes et les économistes,,.
En 2014, éclate le Luxembourg Leaks, scandale financier révélant le contenu de centaines d'accords fiscaux très avantageux conclus par les cabinets d'audit pour le compte de nombreux clients internationaux avec le fisc luxembourgeois. Les révélations ont un retentissement international, mettant en lumière les pratiques d'évitement fiscal mises en œuvre au Luxembourg.
En 2015, la Commission européenne révèle que la filiale européenne de McDonald's jusqu'en 2013 ne payait d'impôt sur les bénéfices ni dans l'Union européenne, ni aux États-Unis grâce à un accord fiscal avec le Luxembourg.

## Agriculture

### Élevage
L'agriculture luxembourgeoise est surtout spécialisée dans l'élevage de bovins et la production du lait. On y élève également des moutons, des chèvres, du porc et des volailles.

### Cultures
On y cultive des pommes de terre, du tournesol, du maïs, du lin, du colza, du blé, des fruits, des légumes, et des betteraves sucrières.

### Bières
Voici quelques bières luxembourgeoises: Bofferding Diekirch, Battin, Simon Pils…

### Vin
Le vin luxembourgeois est fait avec des raisins cultivés dans les vignobles au bord de la Moselle luxembourgeoise, car c'est le seul endroit du Luxembourg qui est assez chaud, sec, et ensoleillé, pour bien faire pousser des raisins.

## Quelques entreprises industrielles établies au Luxembourg
- ArcelorMittal
- Goodyear (seulement pneus pour camions)
- Henkel
- Luxlait
- Piwel
- Villeroy & Boch (site fermé en 2011)

## Climat social
Le Luxembourg bénéficie d'un climat social plutôt calme, et ce depuis 1930. La plupart des travailleurs industriels sont associés au parti politique dominant.
Les investisseurs étrangers citent souvent les travailleurs du Luxembourg comme la principale raison de s'installer sur le territoire. En 2009, le taux de chômage était de 5,9 % de la population active résidente.
Durant la première année de chômage, le chômeur est payé par l'ADEM, administration placée sous l’autorité du Ministre du travail et de l’emploi, et reçoit soit 1 500 euros brut, soit 80 % de son dernier salaire.
Au terme de cette année, s'il n'a pas trouvé d'emploi il ne bénéficie plus de l'allocation de chômage de l'ADEM mais du revenu minimum garanti, ou RMG, octroyé par le Fonds de Solidarité, rattaché au Ministère de la Famille.
Le RMG luxembourgeois accordé après la première année de chômage s'élève en 2007 à environ 1 300 euros brut pour une personne isolée et sans enfant, soit, déductions d'impôts prises en compte et augmenté d'une participation au loyer, à environ 1 200 euros net.
Contrairement à son voisin français, le Luxembourg prélève les impôts à la source, mais tout résident peut faire une déclaration d'impôt s'il souhaite déduire certaines dépenses fiscalement déductibles.

## Crise économique

### Pandémie de Covid-19
Le Luxembourg a officiellement été touché par la pandémie de COVID-19 le 29 février 2020, ce qui a gravement affecté son économie et a entraîné une augmentation de la dette publique d’environ 2 milliards d’euros, soit 2,5 % du PIB. Ce dernier baisse également de 1,8 %, une diminution moins importante que les -6 % initialement estimés par le STATEC.

#### Impact du Covid-19 sur l’économie luxembourgeoise
Contrairement à d'autres pays de l'Union européenne, le secteur financier luxembourgeois n’a pas été négativement impacté, enregistrant même une croissance de 20 % sur l’année 2020. En revanche, les secteurs de l’HORECA, du commerce et des transports ont subi de lourdes pertes économiques. Ces derniers ont enregistré une diminution de valeur de 8,8 %, le secteur de la construction quant à lui a subi une chute de 5,7 %. Ces réductions s’accompagnent également d’une augmentation des pertes d’emplois dans ces secteurs pendant et après le confinement. Par ailleurs, la généralisation du télétravail prive des secteurs comme la restauration d’une partie importante de leurs revenus habituels.

#### Mesures prises par le gouvernement luxembourgeois
Pour répondre à cette situation, le gouvernement luxembourgeois a mis en place des mesures d’urgence destinées à soutenir l'économie et limiter les effets de la crise sur les secteurs touchés. En 2020, le gouvernement a mobilisé 2,6 milliards d’euros, soit 4 % du PIB. La dépense la plus importante concernait le chômage partiel, avec 859 millions d’euros (1,3 % du PIB), suivie par le congé pour raisons familiales, financé à hauteur de 238 millions d’euros (0,4 % du PIB). A cela s’ajoute l’annulation de 162 millions d’euros d’avances fiscales pour les deux premiers trimestres afin de soulager les entreprises.
En 2021, les dépenses liées aux aides atteignent 782 millions d’euros et étaient principalement concentrées autour du programme « Neistart Lëtzebuerg ». Ce programme visait à soutenir les petites entreprises des secteurs du tourisme et de l’HORECA, tout en favorisant l’emploi grâce à des primes pour encourager la création de postes.
Des actions sociales ont notamment été mises en place, précisément le doublement de l’allocation de vie chère, dans le but de soutenir les ménages les plus vulnérables. Ces mesures comprenaient également des aides pour les entreprises des secteurs de la culture et du transport avec un focus sur la digitalisation. Ces efforts s’inscrivent dans une stratégie plus large pour limiter les impacts immédiats de la crise tout en préparant la relance économique.
L’OCDE a évalué que les mesures économiques mises en place ont permis de préserver la situation financière des entreprises, mais souligne que les entreprises indépendantes n’ont pas immédiatement été aidées. Elle encourage également la digitalisation au Luxembourg afin d’anticiper les futures interventions nécessaires.